# Andy Kirk (football)
Pour les articles homonymes, voir Andy Kirk et Kirk.
Andy Kirk est un footballeur nord-irlandais, né le 29 mai 1979 à Belfast. Il évolue comme attaquant.

## Palmarès
- Glentoran FC
  - Vainqueur de la Coupe d'Irlande du Nord en 1998.

- Dunfermline Athletic
  - Vainqueur de la 2e Division écossaise en 2011.